# 岡山県道418号鶴海港坂田線
岡山県道418号鶴海港坂田線（おかやまけんどう418ごう つるみこうさかたせん）は、岡山県備前市を通る一般県道である。

## 概要
鶴海港から岡山県道465号大平山坂田線を結ぶ。

### 路線データ
- 起点：備前市鶴海（鶴海港、岡山県道182号鶴海港線起点）
- 終点：備前市鶴海（岡山県道465号大平山坂田線終点）
- 総延長：1.4 km

## 歴史
- 1973年（昭和48年）9月14日 - 岡山県告示第845号により認定される。

## 地理

### 通過する自治体
- 備前市

### 交差する道路
| 交差する道路                                   | 交差する場所 | 交差する場所 |
| ---------------------------------------------- | ------------ | ------------ |
| 岡山県道182号鶴海港線                          | 鶴海         | 起点         |
| 岡山県道397号寒河本庄岡山線 / 岡山ブルーライン | 鶴海         | 鶴海IC       |
| 岡山県道465号大平山坂田線                      | 鶴海         | 終点         |

### 沿線
- 鶴海港